# Drei-Prinzen-Brunnen
Der Drei-Prinzen-Brunnen ist ein Brunnen nordöstlich von Darmstadt-Kranichstein auf der Gemarkung von Darmstadt-Arheilgen.

## Geschichte und Beschreibung
Der Drei-Prinzen-Brunnen liegt am Westrand der Gschwendwiese im Naturschutzgebiet Silzwiesen von Darmstadt-Arheilgen unweit südöstlich des Dianateiches. Die Brunnenanlage aus dem 18. Jahrhundert besteht aus drei mit Sandstein gefassten Wasseraustritten. Sie ist noch teilweise erhalten. Der Name bezieht sich auf die drei Söhne von Landgraf Ludwig VIII.